# 発生数
発生数（はっせいすう、Incident number）は、集団における疾病の頻度をあらわす指標の1つである。疫学において発生数は、一定期間内に、与えられた集団内での、特定の疾病や健康状態が発生した人の数。本指標の単位は、人である。
発生数は動的な頻度をあらわしており、静的な頻度をあらわす期間有病数との違いについて注意せよ。

## 背景
有病割合の背景を参照して下さい。